# Ruta nacional PE-3N
La Longitudinal de la Sierra Norte o Ruta nacional PE-3N es la denominación al tramo norte de la carretera Longitudinal de la Sierra en el Perú.
Tiene cuatro (04) variantes y una (01) ramal.
Inicia en la ciudad de La Oroya en Junín y termina en la ciudad de Shorey en La Libertad.
Entre los años 2013 y 2016 se registró 510 siniestro viales.

## Recorrido
- Piura
- Cajamarca
- La Libertad
- Áncash
- Huánuco
- Pasco
- Junín

## Longitud
La Longitudinal de la Sierra Norte tiene una longitud de 1.957,3 km parcialmente asfaltados. Su recorrido se distribuye de la manera siguiente:
- 66.00 km en Piura
- 597.75 km en Cajamarca
- 237.50 km en La Libertad
- 487.70 km en Áncash
- 242.83 km en Huánuco
- 90.45 km en Pasco
- 85.80 km en Junín

## Concesiones
- Concesionaria IIRSA Norte S.A. (Hualapampa - Chiple)
- Consorcio Consierra Tramo II (Chiple - Callacuyán): El 19 de diciembre de 2013 se adjudicó la concesión al Consorcio Consierra Tramo II (Sacyr Concesiones SL y Constructora Málaga Hnos. S.A.).[6] El 28 de mayo de 2014 se firma el contrato de la concesión[7] y se espera que este culminado en el 2018.[8]